# Medaille „40. Jahrestag des Sieges im Großen Vaterländischen Krieg 1941–1945“

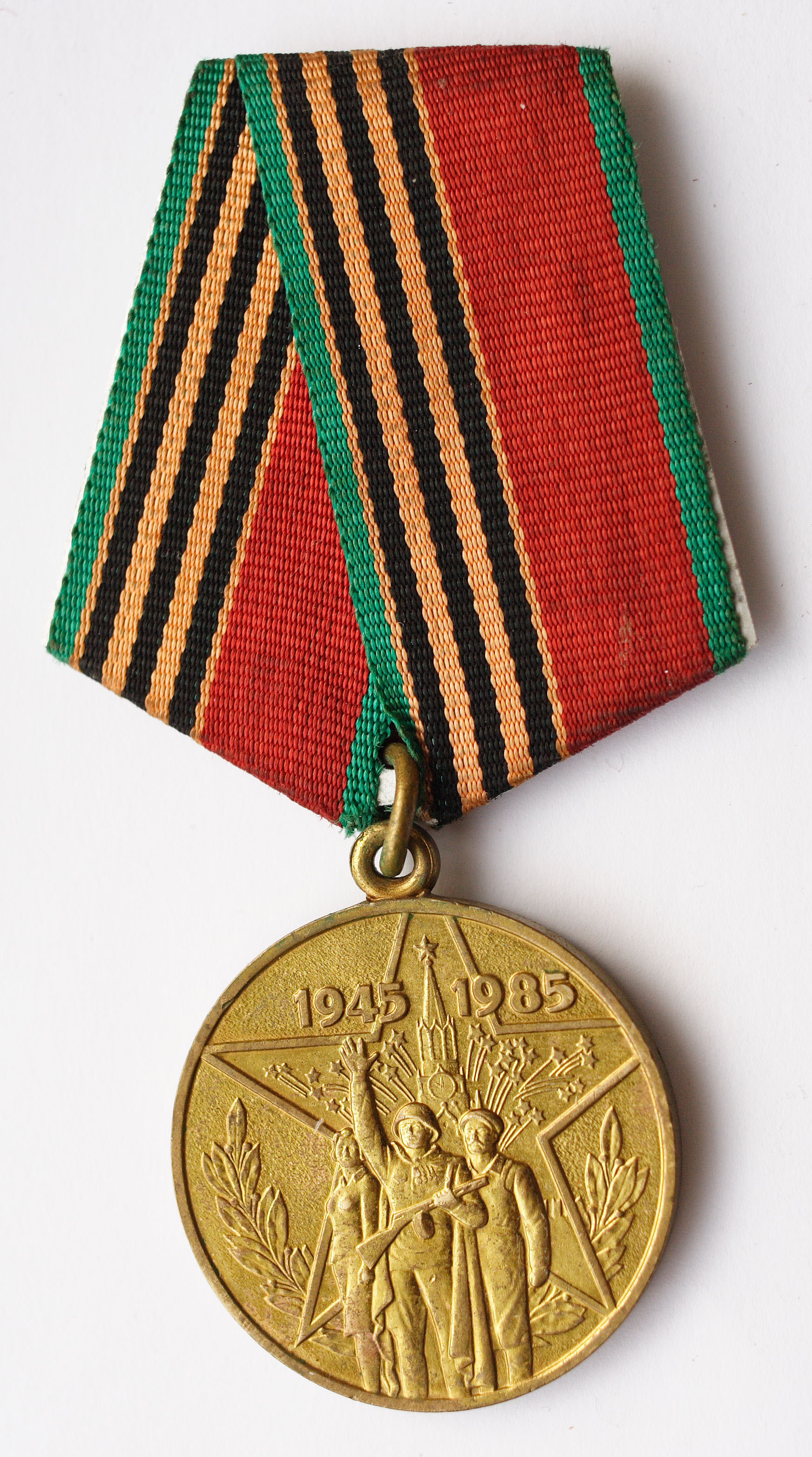
Avers der Medaille

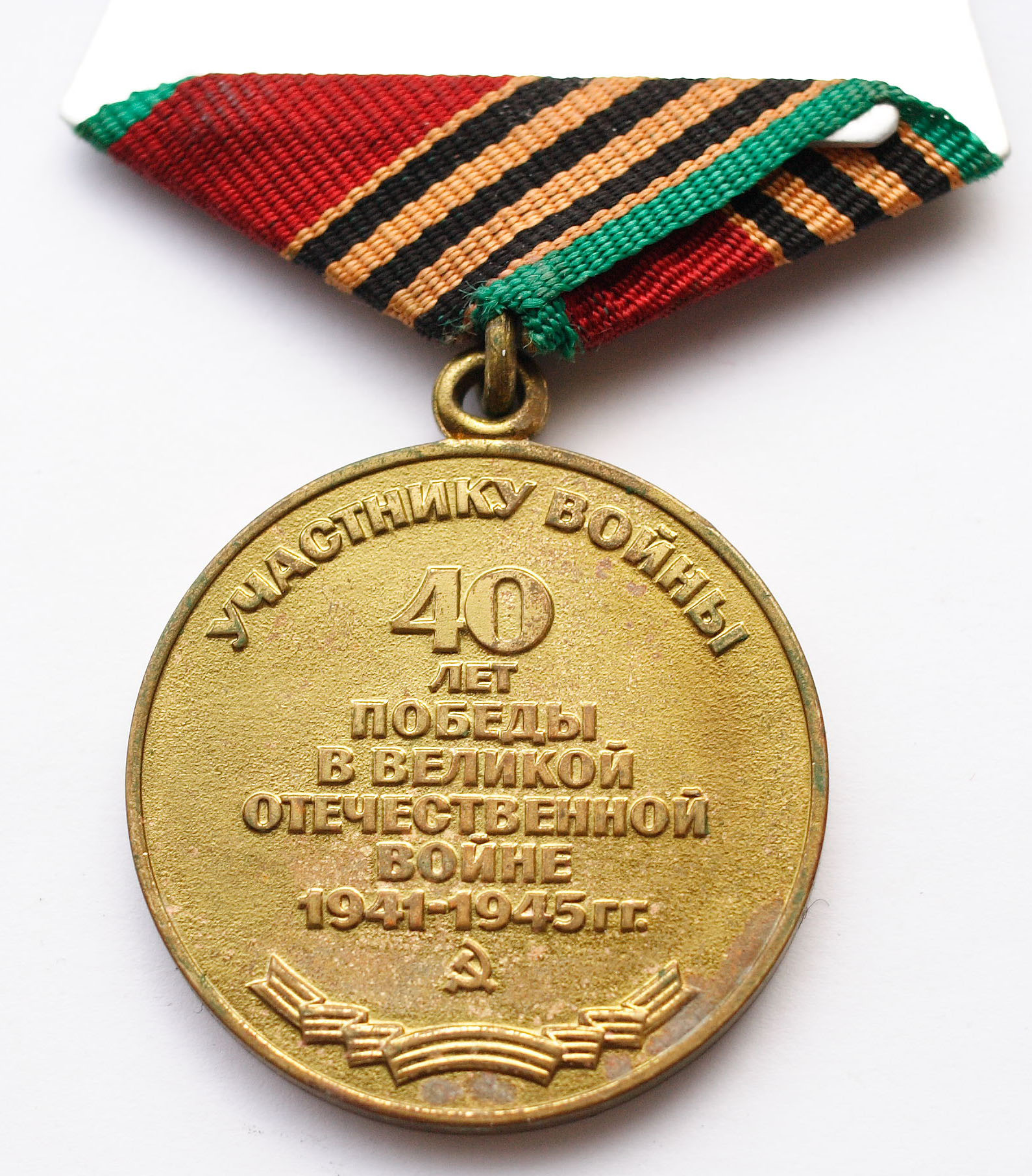
Revers der Medaille

Die Medaille „40. Jahrestag des Sieges im Großen Vaterländischen Krieg 1941–1945“ (russisch Юбилейная медаль «Сорок лет Победы в Великой Отечественной войне 1941–1945 гг.» Ûbilejnaâ medal' “Pobedy v Velikoj Otečestvennoj vojne 1941–1945”) war eine Auszeichnung der Sowjetunion, welche am 12. April 1985 anlässlich des 40. Jahrestages des Sieges im Deutsch-Sowjetischen Krieg gegen das Deutsche Reich in einer Stufe gestiftet wurde. Gestiftet wurde die Medaille mit einem Dekret des Präsidiums des Obersten Sowjets der UdSSR am 12. April 1985. Die Medaille erhielten überwiegend militärische und zivile Personen, die in der Roten Armee, bei den Partisanen und im sowjetischen Untergrund am Sieg im sogenannten „Großen Vaterländischen Krieg“ beteiligt waren.
Die 32 mm durchmessende vergoldete Medaille aus Messing zeigt auf ihrem Avers drei Personen vor einem Roten Stern, in dem der Moskauer Kreml und ein Feuerwerk abgebildet sind. Dieser Stern wiederum überdeckt zwei am unteren halbkreis kreuzende Lorbeerzweige. Die mittlere der drei Personen ist ein Soldat und hält im linken Arm ein RPD-Maschinengewehr. Sein rechter Arm ist zum Zeichen des Sieges gestreckt. Links hinter ihm steht eine Frau und rechts dahinter ein Bauer. Über diesen Personen sind die Jahreszahl 1945 1985 zu lesen. Das Revers der Medaille zeigt dagegen die fünfzeilige Inschrift: 40 / лет / Победы / в Великой / Отечественной / войне / 1941–1945 гг. („40 Jahre des Sieges im Großen Vaterländischen Krieg 1941–1945“) sowie einen darunter liegenden Roten Stern. Umschlossen wird dieser Schriftzug von der obigen Umschrift: УЧАСТНИКУ войны („dem Kriegsteilnehmer“). Den Abschluss bildet ein wehendes Band, welches sich am unteren Rand der Medaille befindet.
Getragen wurden die Medaille an der linken Brustseite des Beliehenen an einer pentagonalen roten Spange dessen Saum grün ist. Die linke Hälfte des Ordensbandes wird dabei von der Farbkombination Grün-Orange-Schwarz-Orange-Schwarz-Orange-Schwarz-Orange beherrscht. Die Interimspange ist von gleicher Beschaffenheit. Es wurden 11.268.980 Medaillen verliehen.

## Träger
Die Jubiläumsmedaille wurde verliehen an
- Militärangehörige und Zivilisten, die in den Reihen der Streitkräfte der UdSSR an Kampfhandlungen an den Fronten des Großen Vaterländischen Krieges teilgenommen haben,
- Partisanen des Großen Vaterländischen Krieges und
- Mitglieder des sowjetischen Untergrunds.

Zu den ersten Trägern gehörten zahlreiche Moskauer, die die Medaille am 12. April 1985 erhielten, dem Tag, an dem die Medaille gestiftet wurde. Die Auszeichnungen überreichte das Mitglied des Politbüros des Zentralkomitees der KPdSU, Wiktor Grischin, 1. Sekretär des Moskauer Stadtkomitees der KPdSU.
Am 24. April 1985 verlieh der sowjetische Verteidigungsminister Marschall Sergei Leonidowitsch Sokolow sowjetischen Heerführern die Medaille. Darunter waren Marschall Sergei Fjodorowitsch Achromejew, Marschall Wiktor Georgijewitsch Kulikow, Marschall Wassili Iwanowitsch Petrow und Armeegeneral Alexei Alexejewitsch Jepischew.

### Ausländische Träger
Bei einem Empfang in der sowjetischen Botschaft in Berlin verlieh der Botschafter Wjatscheslaw Iwanowitsch Kotschemassow am 3. Mai 1985 folgenden Personen die Medaille: Heinz Abraham, Fritz Acksteiner, Paul Babick, Rudolf Barbarino, Gerhard Barth, Erwin Bartz, Bernhard Bechler, Heinz Beike, Richard Bein, Helene Berg, Ilse Berger, Helene Berger, Elfriede Bernhardt, Hermann Berthold, Rudolf Böhm, Renate Böttcher-Zaisser, Lothar Bolz, Helmut Borufka, Rita Braun, Walter Briliat, Friedrich Dickel, Stefan Doernberg, Bernhard Dohm, Rudolf Dolscius, Kurt Evermann, Roland Feix, Rudolf Fey, Edel Mirowa Florin, Peter Florin, Egbert von Frankenberg, Erich Gaubies, Günter Glaser, Theo Grandy, Lea Große, Heinz Großpietsch, Herbert Grünstein, Karl Heinz Hagen, Wolfgang Hahn, Gottfried Hamacher, Leonhard Helmschrott, Herbert Hentschke, Karl Hetz, Benny Heumann, Artur Hofmann, Heinz Hollert, Heinrich Homann, Paul Hupel, Gerhard Kegel, Ernst Kehler, Heinz Keßler, Georg Keuser, Josef Kiefel, Ewald Kinder, Matthäus Klein, Karl Kleinjung, Alfred Koenen, Karl Köstier, Bernt von Kügelgen, Gebhardt Kunze, Ernst Kutschera, Till Lammert, Marianne Lange, Harry Lau, Renate Leuschner, Hermann Lewerenz, Kurt Lohberger, Paul Markgraf, Edwin Maseberg, Moritz Mebel, Julius Michelberger, Walter Offermann, Traugott Pastucha, Gerhard Reinhardt, Hans Riess, Josef Robiné, Willi Rom, Erich Sälzer, Carl Sauer, Elfriede Sbrisny, Wilhelm Schaardt, Hermann-Ernst Schauer, Felix Scheffler, Hans Scherhag, Wolfgang Schiel, Heinz Schiffer, Max Schneider, Fritz Schröder, Josef Schütz, Herwart Schumann, Max Schuster, Willy Seltmann, Otto Simon, Klaus Sorgenicht, Eleonore Staimer, Heinz Stern, Albert Stief, Herbert Stößlein, Herbert Stresow, Gustav Szinda, Ferdinand Thun, Otto Trötscher, Lotte Ulbricht, Helmuth Vierkant, Emil Wagner, Gerhard Wallich, Albrecht Weihe, Karl-Heinz Wellner, Elly Winter, Job von Witzleben, Emmi Wolf, Hanna Wolf, Markus Wolf und Walter Zander.
Am 22. Juni 1985 wurden eine Gruppe von Westberlinern in der Sowjetischen Botschaft in Ost-Berlin mit der Medaille ausgezeichnet.
Der DDR-Bürgerin und Schriftstellerin Ruth Werner  und ihrem britischen Mann Len Beurton wurden am 4. Februar 1986 als ehemaligen sowjetischen Kundschaftern die Medaille verliehen.
In der Sowjetischen Botschaft in London wurden im Juni 1986 einigen Briten die Medaille überreicht. Darunter die Seeleute Robert Swift, James Riddock und Kenneth Marshall, die in U-Booten sowjetische Geleitzüge beschützt hatten.
Im Dezember 1986 wurde etlichen Spaniern in Madrid die Medaille überreicht.
19 ehemalige Seeleute aus Kanada erhielten im Februar 1987 in Ottawa die Medaille. Sie hatten im Nordatlantik auf Kriegsschiffen Flottenverbände mit Militärgütern im Rahmen der Anti-Hitler-Koalition beschützt.
Am 27. April 1987 wurde in Ost-Berlin auf Beschluss des Präsidiums der Obersten Sowjets der UdSSR 150 Personen aus der DDR die Medaille verliehen.